# 个人信息管理
个人信息管理（英語：Personal information management, PIM）：是指人为了高效获取、组织、维护、提取和使用信息所采取的活动。如使用文件（包括纸质和数字的），网页和电子邮件，以完成设定项目 ，辅助个体的各种社会角色成长（如父母，员工，朋友，社区成员等）。个人信息管理的定义涉及研究和实践两个方面。个人信息管理研究的主要内容是高效个人信息管理的方法及工具的设计。个人信息管理实践主要指个人信息管理方法和工具的使用。
理想的个人信息管理是指人们能够随时随地得到完全的、格式正确的、高质量的所需信息，让人们从繁杂的记忆负担中解放出来，从而将精力投入更富价值的创造性活动中。
对许多人来说，这个理想似乎很遥远。有许多工具可以用来个人信息管理。可是， 不同的设备往往按自己的格式存储着特定的信息。这些工具却成为了问题的一部分，由这些工具产生了信息“零碎片段” 。

## PIM动态
PIM近年来越来越受到人们的关注。人们更希望获得一个可以跨越各种信息设备的PIM手段。随着时间的推移，PIM更会渗入人们对信息的各种需求。

## 主要功能
个人信息管理作为一个研究领域之外也指一种提供个人信息组织管理功能的应用软件。其目的是为了便于记录、跟踪和管理各种个人信息。
个人信息管理系统一般包括以下功能：
- 个人笔记／日志
- 地址簿
- 列表（包括任务列表）
- 重要日期日历
  - 生日
  - 庆祝日
  - 约见日
- 电子邮件
- 传真通信
- 项目管理功能
- RSS/Atom 输出
- 快讯

一些PIM软件产品能够通过计算机网络（包括手机ad-hoc网络传真，即MANETs）和其它的PIM设备实现同步。这个性能一般达不到即时持续的数据更新，不过基本可以实现不同电脑设备间及时快速更新，包括台式机，膝上电脑和个人数字助理。
在1992年Apple公司推出“PDA”（Personal digital assistant，个人数字助理）之前，手持个人信息组织器诸如 Sharp Wizard和Psion就已经是某种个人信息管理系统（"PIM’s"）。

## PIM涉及的领域
PIM涉及的领域相当广阔，涉及各个学科，如认知科学，人机交互，信息科学，人工智能，数据库管理和信息检索。

### 认知心理学和认知科学
认知心理学主要是研究人们如何学习、记忆、思考和决策，还包括人们对现有信息的组织和利用。在其研究领域中和个人信息管理关系紧密。认知科学和PIM有很多的交叠区域，这样两者可相辅相成。

### 人机交互／人们信息交互
以电脑为基础的PIM更多的关注人们利用各种信息工具管理自己的信息，在时间的推移下更合理有效的组织利用信息。

## 相关
- 个人信息管理系统
- 知识管理
- 个人知识管理